# Тишковка (Тишковская сельская община)
Тишко́вка (укр. Тишківка) — село, центр Тишковской сельской общины Новоукраинского района Кировоградской области Украины. Расположено на слиянии рек Синюха и Ульяновский.
Население по переписи 2001 года составляло 3497 человек. Почтовый индекс — 27013. Телефонный код — 5253. Занимает площадь 6,662 км². Код КОАТУУ — 3521786001.
В 1935—1957 годах — административный центр Тишковского района. После упразднения района село вошло в состав Добровеличковского района. В 2020 году Добровеличковский район был расформирован, а село стало центром Тишковской сельской общины Новоукраинского района